# 大土地神楽
大土地神楽（おおどちかぐら）は、島根県出雲市（旧簸川郡大社町）にある大土地荒神社の氏子により、300年以上伝承されてきた出雲神楽。国の重要無形民俗文化財に指定されている。日本遺産「日が沈む聖地出雲～神が創り出した地の夕日を巡る～」のストーリー構成文化財の1つでもある。

## 概要
大土地神楽の舞には、「茣蓙舞」や「八乙女」などの儀式的な舞と「猿田彦」や「八戸」などの演劇的な舞がある。その舞い振りや奏楽は、昔ながらの形で受け継がれており、出雲大社の門前町として盛んだった芝居興行による影響もあり、能舞の要素が多く含まれた舞も残っており、腰に「まくら」を背負った上に衣装を着けるといった独特な容姿となっている。江戸時代中期から地域の人びとが演じてきたもので、氏子だけが神楽を舞っていた時代に、当時の松江藩公認で一般の人びとが舞っていた。起源は、宝暦4年（1754年）から記録があり、寛政5年（1793年）の「神楽道具控帳」や寛政10年（1798年）の「祷家順番帳」などの記録によると、その頃から氏子達によって舞われていることが確認でき、300年以上途絶えることなく受け継がれている。昭和60年（1985年）4月に、島根県無形民俗文化財に指定、平成17年（2005年）2月には、国の重要無形民俗文化財に指定された。
大土地荒神社の祭礼日に演じられている。祭礼前日に舞台が仮設され、そこで「本ならし」と呼ばれる練習の総仕上げが行われている。両日ともに、午後6時半頃から始まり、翌日の午前3時半頃まで続く。大土地荒神社の祭礼日は、江戸時代から明治後期までは9月16日であったが、明治30年（1897年）から旧暦9月16日に、明治40年（1907年）ころ以降は10月25日になり、平成14年（2002年）からは現在と同じ10月25日に近い土曜日になっている。また近年では稲佐の浜にて弁天島をバックに、「夕刻舞」で舞を披露している。
現在では、氏子後援のもとに保存団体に大土地神楽保存会が大土地神楽保存会神楽方が出演している。また例祭以外にも、出雲大社例祭への奉納神楽、県内外での公演もしており、平成4年（1992年）にアメリカ・エリンズバーグ、平成5年（1993年）には、フランスの「パリ日本文化祭」、イギリス・ロンドンなどの外国でも公演をしている。

## 演目一覧
- 塩清目
- 柴舞
- 八千矛
- 荒神
- 野見宿禰
- 山の神
- 八戸前素尊（二部構成）
- 八戸後素尊（二部構成）